# Белий Брод
Бе́лий Брод (болг. Бели брод) — село в Монтанській області Болгарії. Входить до складу общини Бойчиновці.

## Населення
За даними перепису населення 2011 року у селі проживали 238 осіб, з них 231 особа (99,6%) — болгари.
Розподіл населення за віком у 2011 році:
Динаміка населення: